# Curling vid olympiska vinterspelen 1988
Curling var en demonstrationssport vid olympiska vinterspelen 1988. Tävlingarna hölls i Max Bell Arena, Calgary.

## Resultat
| Tävling | Etta                                                                             | Tvåa                                                                                               | Trea                                                                                      |
| Herrar  | Norge · Gunnar Meland · Eigil Ramsfjell · Sjur Loen · Morten Soegaard · Bo Bakke | Schweiz · Mario Fluckinger · Hans-Jürg Lips · Rico Simen · Stefan Luder · Peter Lips               | Kanada · Wayne Hart · Ed Lukowich · John Ferguson · Neil Houston · Brent Syme             |
| Damer   | Kanada · Patti Vande · Linda Moore, Lindsay Sparkes · Debbie Jones · Penny Ryan  | Sverige · Anette Norberg · Elisabeth Högström · Monika Jansson · Birgitta Sewik · Marie Henriksson | Norge · Marianne Aspelin · Trine Trulsen Dordi Nordby · Hanne Pettersen · Mette Halvorsen |